# سابوتین
سابوتین (ایتالیایی: Sabotino, فریولی: Mont di San Valantin) یک خط‌الراس کوهی با ارتفاع ۶۰۹-متر-ارتفاع (۱٬۹۹۸-فوت) است که به گوریتزیا، نوا گوریتسا و سولکان در مرز بین اسلوونی و ایتالیا مشرف است. در پای آن پل سولکان قرار دارد که بر روی رودخانه سوشا گسترده شده است.